# Squalus shiraii
Squalus shiraii — вид акул з роду катран родини катранових (Squalidae). Описаний у 2020 році.

## Назва
Вид названо на честь японського іхтіолога Шіраї Шігеру з Токійського аграрно-технічного університету за його внесок у систематику акул.

## Поширення
Цей вид, очевидно, є японським ендеміком, трапляється на мілководді верхнього континентального схилу біля Південної Японії в північно-західній частині Тихого океану на глибині 310—390 м

## Опис
Тіло завдовжки до 77 см.